# Justicia metallicorum
Justicia metallicorum är en akantusväxtart som beskrevs av Spencer Le Marchant Moore. Justicia metallicorum ingår i släktet Justicia och familjen akantusväxter. Inga underarter finns listade i Catalogue of Life.